# Carevac
Carevac (izvirno srbsko Царевац) je naselje v Srbiji, ki upravno spada pod Občino Veliko Gradište; slednja pa je del Braničevskega upravnega okraja.

## Demografija
V naselju, katerega izvirno (srbsko-cirilično) ime je Царевац, živi 729 polnoletnih prebivalcev, pri čemer je njihova povprečna starost 42,6 let (41,0 pri moških in 44,3 pri ženskah). Naselje ima 206 gospodinjstev, pri čemer je povprečno število članov na gospodinjstvo 4,36.
To naselje je, glede na rezultate popisa iz leta 2002, večinoma srbsko.
|  |

| Demografija | Demografija     | Demografija     |
| Leto        | Št. prebivalcev | Št. prebivalcev |
| ----------- | --------------- | --------------- |
|             |                 |                 |
|             |                 |                 |
|             |                 |                 |
|             |                 |                 |
| 1948        | 1407            |                 |
| 1953        | 1412            |                 |
| 1961        | 1385            |                 |
| 1971        | 1320            |                 |
| 1981        | 1253            |                 |
| 1991        | 1102            | 973             |
| 2002        | 1073            | 899             |
|             |                 |                 |

| Etnična sestava po popisu iz leta 2002 | Etnična sestava po popisu iz leta 2002 | Etnična sestava po popisu iz leta 2002 | Etnična sestava po popisu iz leta 2002 | Etnična sestava po popisu iz leta 2002 |
| -------------------------------------- | -------------------------------------- | -------------------------------------- | -------------------------------------- | -------------------------------------- |
| Srbi                                   | Srbi                                   |                                        | 882                                    | 98,10%                                 |
| Romuni                                 | Romuni                                 |                                        | 3                                      | 0,33%                                  |
| Romi                                   | Romi                                   |                                        | 3                                      | 0,33%                                  |
| Črnogorci                              | Črnogorci                              |                                        | 2                                      | 0,22%                                  |
| Ukrajinci                              | Ukrajinci                              |                                        | 1                                      | 0,11%                                  |
| Slovenci                               | Slovenci                               |                                        | 1                                      | 0,11%                                  |
| Neznano                                | Neznano                                |                                        | 5                                      | 0,55%                                  |